# Verbo impessoal
Verbos impessoais são aqueles que não possuem sujeito. São verbos defectivos que exprimem uma ação que não se pode atribuir a nenhuma pessoa gramatical, surgindo em orações cujo sujeito é inexistente. Por esse motivo, verbos impessoais se flexionam exclusivamente no infinitivo e na 3.ª pessoa do singular, nunca concordando com um sujeito.
São desse tipo, fundamentalmente: 
1. Verbos meteorológicos, que exprimem fenômenos naturais (ex.: chover, trovejar, etc.);
2. Verbos que expressam tempo (ex.: haver, fazer e ir);
3. O verbo haver, no sentido de existir (ex.: "Há resíduos tóxicos no mar").
4. O verbo ser quando se referir a tempo (hora e data), distância ou fenômeno meteorológico.